# Сильветт

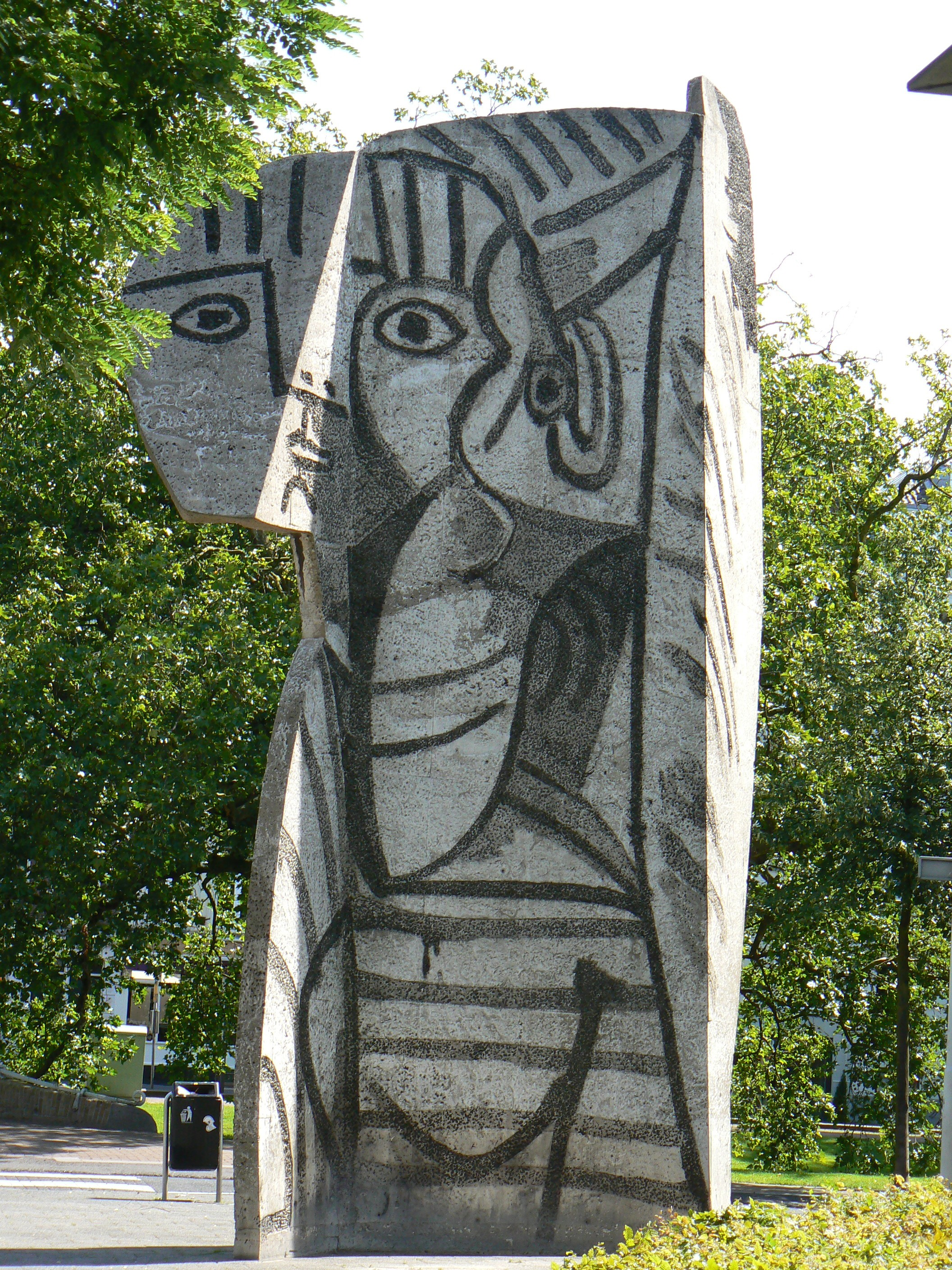
Скульптура «Сильветт» в Роттердаме (1970 год) по модели Пабло Пикассо

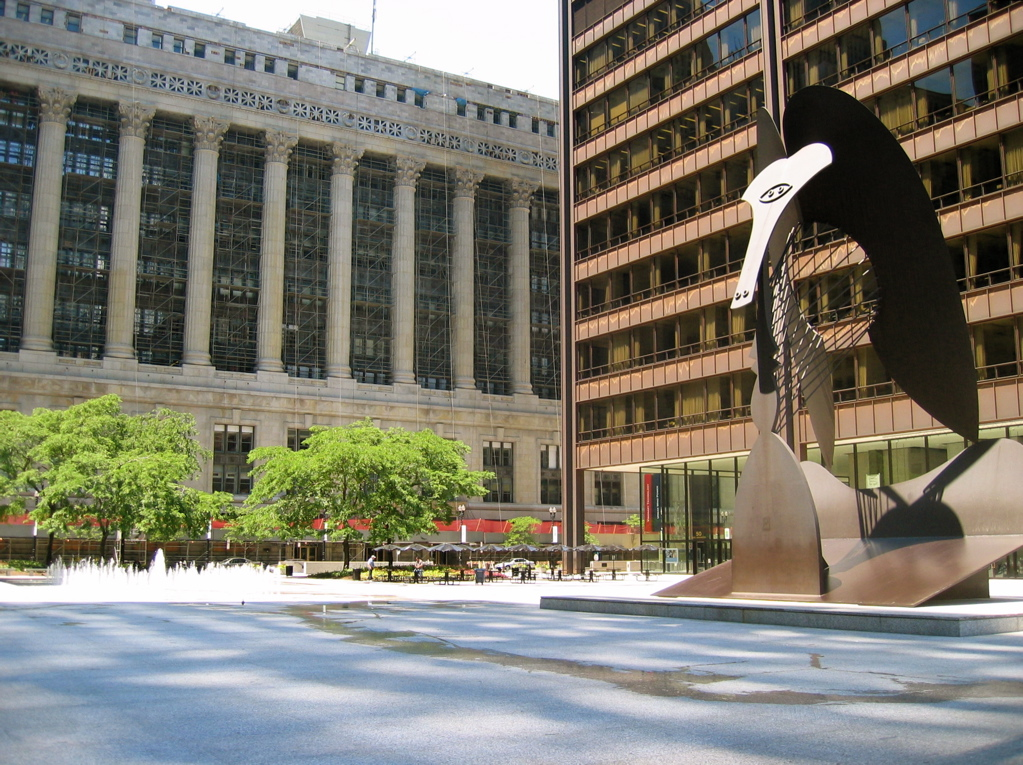
«Голова» в Чикаго (1967 год)

«Сильветт» — серия портретных изображений Сильветт Давид (англ. Sylvette David, 14 ноября 1934, Париж), девушки с конским хвостом и чёлкой, которая в 1954 году была моделью Пабло Пикассо. Всего художник создал более 60 произведений искусства, изображающих Сильветт с копной белокурых волос. Многие из них хранятся в частных коллекциях и различных музеях мира.

## История
В середине 1950-х годов на юге Франции в Валлорисе — известном центре гончарного производства и художественной керамики жил и работал Пабло Пикассо. Весной 1954 года внимание художника привлекла белокурая юная незнакомка на террасе небольшой мастерской по соседству с его ателье. Пикассо рисовал девушку незаметно для неё, а случайно увидев блондинку в кафе, показал ей один из своих рисунков. Девушку звали Сильветт Давид. Её жених — британский дизайнер мебели Тобиас Еллинек (англ. Tobias Jellinek), снимавший мастерскую рядом с домом Пикассо, неотступно повсюду сопровождал свою невесту. На вопрос признанного мастера, согласится ли Сильветт попозировать ему в ателье, девушка молча кивнула и в течение трёх месяцев была его моделью, но от предложенной оплаты она отказывалась, думая, что тогда придётся позировать обнажённой. 
По её собственным воспоминаниям, Сильветт чувствовала себя скованно рядом с великим человеком. Чтобы преодолеть замкнутость девушки, Пикассо пытался её развлечь рассказами о своём детстве, о любви к животным и цирку, показывал свои работы. 
Встреча Сильветт и Пикассо оказалась живительной для художника после тяжёлого морального кризиса 1953 года, когда его покинула любимая женщина Франсуаза Жило с двумя общими детьми Клодом и Паломой.
Став одной из муз знаменитого художника, Сильветт несколько лет вдохновляла его на создание множества картин, рисунков и скульптур. Пикассо стилизовал её образ под соблазнительно-невинную нимфетку с милыми веснушками и лучистыми глазами, что на время сделало Сильветт эталоном красоты, и даже Брижит Бардо преобразилась в блондинку, подражая своей ровеснице, когда узнала про картины Пикассо, изображающие его новую мечтательную музу. В фильме «И Бог создал женщину» режиссёра 
Роже Вадима Брижит Бардо создала образ главной героини под впечатлением бурной популярности Сильветт Давид.
В городе Чикаго штата Иллинойс в 1967 году состоялось открытие 15-метровой монументальной композиции «Голова»  перед зданием Ричард Далей Центра. По заказу архитектора этого здания Пабло Пикассо работал над моделью монумента с 1962 по 1964 год. Внук художника Оливер Видмайер Пикассо (англ. Olivier Widmaier Picasso) в интервью газете Chicago Sun-Times рассказал о влиянии образа Сильветт на создание скульптуры «Голова». Такого же мнения придерживаются и эксперты творчества художника. 
Через десять лет после знакомства с Пикассо Сильветт с двухлетней дочерью Изабель (англ. Isabel) решила  посетить великого художника. Во время этой встречи её озадачила сказанная мастером фраза: «Изображения сильнее, чем Сильветт» (нем. Die Bilder sind stärker als Sylvette). Позднее для себя она так объяснила сказанные ей в 1964 году слова: «Я была на десять лет старше и стала матерью».

## Выставки
Галерея Тейт в 1993 году устраивала большую выставку скульптур и живописи Пикассо, включая серию его работ, посвящённых белокурой музе художника.
В Бременской художественной галерее с 22 февраля  до 22 июня 2014 года проходила обширная выставка произведений, передающих атмосферу богемной жизни французской Ривьеры в 1950-е годы. Свою коллекцию по этой тематике галерея в Бремене регулярно пополняла живописными полотнами, рисунками, скульптурами из металла и керамики, среди которых множество работ Пабло Пикассо, изображающих Сильветт с копной белокурых волос, вдохновившую художника на создание более 60 произведений искусства. Многие из них хранятся в частных коллекциях и различных музеях мира, откуда они были привезены на выставку в Бремен.
По словам Сильветт, недели, проведенные с Пикассо, были наполнены самыми захватывающими событиями всей её жизни. После замужества она поменяла имя на Лидию Корбетт (англ. Lydia Corbett), в 1968 году переехала в Англию и посвятила основное время своим детям и изобразительному искусству. 
В 2014 году на вернисаже в Бремене Лидия Корбетт не скрывала своего восторга: «Что за выставка! О такой я мечтала всю свою жизнь!».

## Фильмы
Документальный фильм о знаменитом художнике в роли наставника и друга Сильветт был показан в 1993 году по телеканалу BBC Two.
К 60-летию со времени встречи Пабло Пикассо с Сильветт немецко-французский телеканал Arte подготовил и показал в 2014 году документальный фильм о поездке Лидии Корбетт на Лазурный берег, включая её встречи и воспоминания о мастере и событиях прошлого. 